# Чэнгуань (Лхаса)
Район Чэнгуа́нь (тиб. ཁྲིན་ཀོན་ཆུས་་, Вайли: khrin kon chus; кит. упр. 城关区, пиньинь Chéngguān qū, палл. Чэнгуан цюй, буквально: «Район «Внутренний город»») — район городского подчинения городского округа Лхаса Тибетского автономного района КНР. На территории района размещался исторический город Лхаса.

## История
По легендам, второй император Тибета Сонгцэн Гампо (Srong-brtsan Sgam-po), живший в первой половине VII века, сделал Лхасу своей столицей. Но документы того времени говорят, что столица Тибета тогда постоянно перемещалась. В центре города ещё тогда был построен монастырь Джоканг, который и сейчас является главным местом паломничества в Лхасе.
Город стал расти и процветать после основания трёх крупных монастырей школы гелуг в результате деятельности ламы Цонкапы и его учеников в XV веке. Это монастыри Ганден (Dga'-ldan), Сера (Se-ra) и Дрепунг ('Bras-spung).
Далай-лама V Лобсанг Гьяцо (Blo-bzang-rgya-mtsho) (1617—1682), подчинил Тибет и перенёс в Лхасу свой административный центр. Потом он начал строить дворец Потала, строительство было завершено через несколько лет после его смерти. С этого времени Лхаса стала полноценной политической столицей Тибета.
К 1951 году половина города состояла из монахов, общее население было около 25 000 человек. Дополнительно около 15 тысяч человек населяло окрестные монастыри.
В 1960 году административное устройство Тибета было изменено на общекитайский манер. Был образован городской округ Лхаса, в котором бывший город Лхаса стал районом Чэнгуань.

## Административное деление
Район Чэнгуань делится на 8 уличных комитетов и 4 волости.